# Piotr Freyberg
Piotr Jerzy Freyberg (ur. 12 marca 1942, zm. 31 grudnia 2024) – polski menedżer, ekonomista i dyplomata, doktor nauk ekonomicznych, stały przedstawiciel PRL/RP przy Układzie Ogólnym w sprawie Taryf Celnych i Handlu (GATT) (1986–1991).

## Życiorys
Absolwent Szkoły Głównej Planowania i Statystyki, na tej uczelni uzyskał stopień doktora nauk ekonomicznych w zakresie międzynarodowych stosunków gospodarczych. W latach 1965–1972 pracował jako asystent i adiunkt na tej uczelni, w 1972 został pracownikiem Ministerstwa Spraw Zagranicznych (początkowo jako radca w Departamencie Studiów
i Programowania). W latach 1982–1986 dyrektor Departamentu Międzynarodowych Organizacji Politycznych i Gospodarczych MSZ, następnie od 1 sierpnia 1986 do 20 stycznia 1991 stały przedstawiciel Polski przy GATT (Układzie Ogólnym w sprawie Taryf Celnych i Handlu). W 1991 odszedł z dyplomacji, został założycielem i dyrektorem generalnym, a następnie od 2007 dyrektorem ds. rozwoju w spółce 3M Poland. Zasiadał w radach nadzorczych i zarządach różnych spółek, a także organizacji społecznych. Powoływany też m.in. do Rady Konsultacyjnej do spraw Zagranicznej Polityki Ekonomicznej przy Ministrze Spraw Zagranicznych czy Rada Autorytetów w programie „Made in Poland/Wyprodukowane w Polsce”.
Żonaty z Ewą Freyberg.

## Odznaczenia i wyróżnienia
W 2014 został odznaczony Krzyżem Kawalerskim Orderu Odrodzenia Polski za osiągnięcia w działalności na rzecz rozwoju polskiej gospodarki i przedsiębiorczości. Wyróżniony też m.in. nagrodą prezydenta Wrocławia (2007).